# Пітелова
Пітелова (словац. Pitelová) — село, громада округу Ж'яр-над-Гроном, Банськобистрицький край, центральна Словаччина, регіон Теков. Кадастрова площа громади — 10,81 км².
Населення 622 особи (станом на 31 грудня 2017 року).

## Історія
Пітелова згадується в 1264 році.

## Населення
| Рік:            | 1994. | 2004.   | 2014.   | 2024.   |
| --------------- | ----- | ------- | ------- | ------- |
| Кількість осіб: | 646   | 666     | 650     | 600     |
| Різниця:        |       | +3,09 % | -2,40 % | -7,69 % |

| Рік:            | 2023. | 2024.   |
| --------------- | ----- | ------- |
| Кількість осіб: | 593   | 600     |
| Різниця:        |       | +1,18 % |